# Leptogaster koshunensis
Leptogaster koshunensis là một loài ruồi trong họ Asilidae. Leptogaster koshunensis được Oldroyd miêu tả năm 1975.